# Euplexia chalybsa
Euplexia chalybsa är en fjärilsart som beskrevs av George Francis Hampson 1908. Euplexia chalybsa ingår i släktet Euplexia och familjen nattflyn. Inga underarter finns listade i Catalogue of Life.